# العلاقات الإسبانية الكورية الشمالية
العلاقات الإسبانية الكورية الشمالية هي العلاقات الثنائية التي تجمع بين إسبانيا وكوريا الشمالية.

## مقارنة بين البلدين
هذه مقارنة عامة ومرجعية للدولتين:
| وجه المقارنة                                              | إسبانيا                                                                             | كوريا الشمالية                        |
| --------------------------------------------------------- | ----------------------------------------------------------------------------------- | ------------------------------------- |
| المساحة (كم2)                                             | 505.99 ألف                                                                          | 120.54 ألف                            |
| عدد السكان (نسمة)                                         | 46.73 مليون                                                                         | 25.49 مليون                           |
| الكثافة السكانية (ن./كم²)                                 | 92.35                                                                               | 211.47                                |
| العاصمة                                                   | مدريد                                                                               | بيونغيانغ                             |
| اللغة الرسمية                                             | اللغة الإسبانية، اللغة الغاليسية، لغة بشكنشية، اللغة الكتالونية، اللغة الأوكسيتانية | لغة كوريا الشمالية القياسية ‏          |
| العملة                                                    | يورو، بيزيتا إسبانية                                                                | وون كوري شمالي                        |
| الناتج المحلي الإجمالي (بليون دولار)                      | 1.31 تريليون                                                                        |                                       |
| الناتج المحلي الإجمالي (تعادل القوة الشرائية) بليون دولار | 1.77 تريليون                                                                        |                                       |
| الناتج المحلي الإجمالي الاسمي للفرد دولار أمريكي          | 28.16 ألف                                                                           |                                       |
| الناتج المحلي الإجمالي للفرد دولار أمريكي                 | 38.00 ألف                                                                           |                                       |
| مؤشر التنمية البشرية                                      | 0.876                                                                               |                                       |
| رمز المكالمات الدولي                                      | +34                                                                                 | +850                                  |
| رمز الإنترنت                                              | .es                                                                                 | .kp                                   |
| المنطقة الزمنية                                           | ت ع م+01:00، ت ع م+02:00                                                            | ت ع م+08:30، ت ع م+08:30، ت ع م+09:00 |

## مدن متوأمة
في ما يلي قائمة باتفاقيات التوأمة بين مدن إسبانية وكورية شمالية:
- ترتبط سان فيسينتي ديل راسبايج مع بيونغيانغ باتفاقية توأمة.

## منظمات دولية مشتركة
يشترك البلدان في عضوية مجموعة من المنظمات الدولية، منها:
| علم المنظمة | اسم المنظمة                   | تاريخ انضمام إسبانيا | تاريخ انضمام كوريا الشمالية |
| ----------- | ----------------------------- | -------------------- | --------------------------- |
|             | يونسكو                        | 30 يناير 1953        | 18 أكتوبر 1974              |
|             | الاتحاد البريدي العالمي       | ?                    | ?                           |
|             | الاتحاد الدولي للاتصالات      | 1866                 | ?                           |
|             | الأمم المتحدة                 | 14 ديسمبر 1955       | 17 سبتمبر 1991              |
|             | المنظمة الهيدروغرافية الدولية | ?                    | ?                           |

## وصلات خارجية
- موقع وزارة الخارجية الإسبانية
- موقع وزارة الخارجية الكورية الشمالية